# Magnolia portoricensis
Magnolia portoricensis là một loài thực vật có hoa trong họ Magnoliaceae. Loài này được Bello mô tả khoa học đầu tiên năm 1880.